# Battista Fiera
Battista Fiera (Mantova, 1465 – Mantova, 1538) è stato un medico, poeta e filosofo italiano.

## Biografia

Parnaso di Andrea Mantegna, 1497.

Dopo avere ottenuto nel 1485 circa la laurea in Medicina presso l'Università di Pavia, si trasferì a Roma, dove pubblicò nel 1490 la sua prima opera,  Coena, uno dei primi libri che tratto di dietetica.
Agli inizi del Cinquecento ritornò nella città natale per svolgere la sua attività di medico. A Mantova intrattenne rapporti con i Gonzaga ed ebbe stretti contatti con Andrea Mantegna e il Fiera dedicò il suo poema Melanysius al dipinto del maestro Parnaso, eseguito per la marchesa Isabella d'Este.
Morì nel 1538.
La città di Mantova ha deditato al medico una via.

## Opere
- Coena, 1490
- Hymni divini, 1515
- Commentaria novae doctrinae in artem medicinalem diffinitivam Galeni, 1520 ca.
- De Deo Homine, 1522
- De optima rei publicae gubernatione, item de laudibus urbis Venetae, 1522
- Opusculum de animae immortalitate contra Pomponatium Mantuanum, 1524
- Baptistae Fiaerae Mantuani philosophi medici theologi et poetae De Deo Homine libri quattuor. Hymni divini. Dictatum de Virgine Matre immaculate concaepta. Coena et Libellus de pestilentia. Silvae. Elegiae et Epigrammata, 1537.